# Россошанская епархия
Россоша́нская епархия — епархия Русской православной церкви, объединяющая приходы и монастыри в южной части Воронежской области (в границах Богучарского, Верхнемамонского, Воробьёвского, Калачеевского, Каменского, Кантемировского, Ольховатского, Острогожского, Павловского, Петропавловского, Подгоренского, Репьёвского и Россошанского районов). Входит в состав Воронежской митрополии.

## История
Россошанское викариатство Воронежской епархии было учреждено взамен Богучарского в связи с образованием в мае 1928 года Центральночернозёмной области и Россошанского округа в её составе/ Согласно постановлению ЦИК и СНК «О ликвидации округов» от 23 июля 1930 года, в июле-августе того же года округа были упразднены, районы стали подчиняться непосредственно областному центру. 13 августа 1930 года епископ Памфил (Лясковский) был переведён на Уральскую кафедру, а Россошанское викариатство упразднили.
Россошанская епархия была образована решением Священного Синода Русской православной церкви от 26 декабря 2013 путём выделения из состава Воронежской и Борисоглебской епархии. Епископом Россошанским и Острогожским назначен Преосвященный епископ Острогожский Андрей, викарий Воронежской епархии.

## Епископы
Россошанское викариатство Воронежской епархии
- май 1928 — 26 августа 1930 — Памфил (Лясковский)

Россошанская епархия
- 26 декабря 2013 — 25 августа 2020 — Андрей (Тарасов)
- 25 августа 2020 — 25 декабря 2022, в/у — Сергий (Фомин), митрополит Воронежский
- с 25 декабря 2022 — Дионисий (Шумилин)

## Благочиния
Епархия разделена на 8 церковных округов:
- Богучарское благочиние — иеромонах Тихон (Жданов)[4]
- Калачеевское благочиние — протоиерей Евгений Бей
- Каменское благочиние — иерей Сергий Папин
- Острогожское благочиние — иерей Алексий Курганский
- Павловское благочиние — иерей Максим Богомолов
- Репьёвское благочиние — протоиерей Алексий Чибисов
- Россошанское благочиние — иерей Александр Колесников
- Монастырское благочиние — игумен Илия (Ждамиров)

## Монастыри
- Белогорский Воскресенский монастырь (мужской; хутор Кирпичи, село Белогорье, Подгоренский район)
- Костомаровский Спасский монастырь (женский; село Костомарово, Подгоренский район)

Недействующие
- Донецкая Успенская Пустынь (мужской, упразднён в 1920-х)
- Острогожский Пятницкий монастырь (упразднён в 1788 году)